# The Disney Afternoon
The Disney Afternoon (skrót. TDA; później znany wewnętrznie jako Disney-Kellogg Alliance) – nieistniejący telewizyjny blok programowy poświęcony animowanym serialom telewizyjnym produckji Walt Disney Television Animation, stworzony na potrzeby syndykacji. Został wyprodukowany przez Walt Disney Television Animation i dystrybuowany za pośrednictwem spółki zależnej Buena Vista Television . Każdy z odcinków został wyemitowany powtórnie na kanałach Disney Channel i Toon Disney. Disney Channel ponownie wyemitował cztery programy (Agent Kuper, Super Baloo, Kacze opowieści i Chip i Dale: Brygada RR) w ramach „Block Party”, dwugodzinnego bloku emitowanego w dni powszednie późnym popołudniem/wczesnym wieczorem.
Blok popołudniowy Disneya składał się z czterech półgodzinnych segmentów, każdy z których zawierał serial animowany. Pod koniec każdego sezonu następowała zmiana składu – pozostała trójka przesuwała się o jeden przedział czasowy, a na końcu dodawany był nowy program. W samym programie The Disney Afternoon znalazły się wyjątkowe animowane segmenty, składające się z początku odcinka oraz „zakończeń” odcinków.
Festiwal Disney Afternoon pierwotnie odbywał się od 10 września 1990  do 29 sierpnia 1997 roku. Na sezony telewizyjne 1997 i 1998 program stracił nazwę, ale wewnętrznie nazywał się Disney-Kellogg Alliance i został skrócony do 90 minut. W 1999 roku wersję tę stopniowo zastępowano wersją Disney’s One Too dla UPN . Niektóre z programów emitowano także w sobotnie poranki na kanałach ABC i CBS, równocześnie z ich pierwotną emisją w programie The Disney Afternoon.
Goof Troop to jedyny serial, który przetrwał do lat dwutysięcznych, gdy w 2000 roku ukazał się finałowy odcinek Goofy w college’u trafił bezpośrednio na rynek wideo. W latach 2010. i 2020. niektóre produkcje doczekały się kontynuacji i remake’ów, np. reboot Kaczych opowieści na Disney Channel i Disney XD oraz Chip i Dale: Brygada RR w formie hybrydowego filmu animowanego z żywymi aktorami na Disney+. W 2023 roku miały powstać reboot Super Baloo i serial aktorski Gargoyles dla Disney+.

## Historia
W 1984 toku Michael Eisner objął stanowisko dyrektora generalnego konglomeratu medialnego The Walt Disney Company i zaczął konsekwentnie produkować seriale animowane, które opierały się na nowych postaciach i miały przyciągnąć nowych, młodych fanów. Uruchomiono także dział animacji telewizyjnej. Zorganizował w swoim domu niedzielne spotkanie dla osób kreatywnych. Wśród nich znaleźli się Tad Stones, pracownik w animacji pełnometrażowych, oraz Jymn Magon i Gary Kriesel, twórcy muzyki. Stones zaproponował stworzenie filmu Mickey and the Space Pirates, ale odrzucono go, ponieważ Myszka Miki jest symbolem The Walt Disney Company. Stones zaproponował także wersję serialowo-telewizyjną filmu animowanego Bernard i Bianka (1977) – kontynuacja była już wówczas w fazie produkcji. Eisner zaproponował serial w oparciu o gumisie, ponieważ jego dzieci lubiły te cukierki. Pierwsze dwa programy Walt Disney Pictures Television Animation Group, Wuzzle i Gumisie, zostały sprzedane dwóm sieciom, odpowiednio CBS i NBC, na potrzeby ich bloków kreskówek emitowanych w sobotnie poranki
Następną produkcją Walt Disney Pictures Television Animation Group, przemianowanego na Walt Disney Television Animation, były Kacze opowieści mający premierę w pierwszej emisji w 1987 roku. Dwa lata później, jesienią 1989 roku, do Kaczych opowieści dołączyli Chip i Dale: Brygada RR i oba seriale były oferowane w syndykacji jako godzinne bloki programowe. Kacze opowieści były emitowane w wielu stacjach zależnych od młodej wówczas sieci Fox Broadcasting Company i grupy należących do niej stacji, w tym KTTV w Los Angeles; mogło to wynikać z faktu, że Michael Eisner, i jego ówczesny odpowiednik w Fox, Barry Diller, pracowali wcześniej razem w ABC i Paramount Pictures. Jednak gdy Chip i Dale: Brygada RR był wprowadzony na rynek jesienią 1989 roku, The Walt Disney Company był w trakcie kupowania niezależnej stacji KHJ-TV w Los Angeles od RKO General. Poprzez Buena Vista Television The Walt Disney Comapny zdecydował się odzyskać prawa do transmisji Kaczych opowieści w Los Angeles i przeniósł je z KTTV, aby połączyć je z Chip i Dale'em: Brygadą RR na nowo zakupionej stacji, która w grudniu 1989 r. została przemianowana na KCAL-TV. Wściekły z powodu naruszenia umowy Diller wycofał Kacze opowieści ze wszystkich pozostałych stacji Fox Broadcasting Company jesienią 1989 roku. Diller zachęcał także podmioty powiązane z siecią do zrobienia tego samego, choć początkowo większość z nich tego nie zrobiła. Spowodowało to powstanie odwetowego bloku programowego Fox Kids.
Obie produkcje stały się platformą startową dla bloku The Disney Afternoon, który miał premierę 10 września 1990 roku za pośrednictwem ramienia syndykacyjnego The Walt Disney Company, Buena Vista Television. Prócz w/w pozycji bloku, dodano Gumisie i Super Baloo. Z biegiem lat, pod koniec bloku, dodawano nowe przedstawienia, a najstarsze usuwano z listy. Na przykład w sezonie 1991–92 usunięto Gumisie i na końcu dodano Agenta Kupra. Po usunięciu Kaczych opowieści, Chip i Dale'a: Brygady RR i Super Baloo z programu The Disney Afternoon, były one nadal emitowane w ramach syndykacji niezależnie od bloku aż do 1995 roku.
W piątym sezonie w 1994 roku blok usunął cztery oryginalne programy i przeszedł metamorfozę, której głównym znakiem rozpoznawczym stały się inicjały bloku TDA. W tym momencie zrezygnowano z pierwotnego pomysłu dodawania i usuwania programów co roku, ponieważ zarówno nowe, jak i stare programy były teraz usuwane przez cały tydzień lub emitowane tylko w określone dni. W tym momencie w bloku byli Aladyn, Goof i inni i Agent Kuper, podczas gdy jeden dzienny slot był dzielony pomiędzy The Shnookums and Meat Funny Cartoon Show oraz Gargoyles, kończąc trzy dni w tygodniu Szmerglem. The Disney Channel opracował podobny blok programowy o nazwie „Block Party”, który miał premierę 2 października 1995 roku, emitowany równocześnie z szóstym sezonem The Disney Afternoon i był podobnie zaplanowany.
W sierpniu 1996 roku, z powodu zmniejszającej się działalności na rynku telewizji dziecięcej ze względu na pojawienie się nowych konkurentów, takich jak sieci kablowe Cartoon Network i Nickelodeon, a także nowych sieci The WB i UPN, które miały własne bloki programów dla dzieci, Buena Vista zawarła umowę z agencją Leo Burnetta na wprowadzenie na rynek i dystrybucję odnowionej wersji bloku na sezony telewizyjne 1997–98 i 1998–99. Buena Vista nawiązała współpracę z Leo Burnettem i przedsiębiorstwem spożywczym Kellogg’s — głównym sponsorem The Disney Afternoon — w celu zakupu określonej ilości powierzchni reklamowej. Nowy blok nie nosił żadnej ogólnej nazwy, ale wewnętrznie nazywano go „Disney-Kellogg Alliance”.
Wraz z rozpoczęciem sezonu 1 września 1997 roku blok zrezygnował z nazwy „The Disney Afternoon” i został skrócony o pół godziny; także z bloku zostali zdjęci Gargoyles. Z bloku zostali zdjęci i przeniesieni do Disney Channel Aladyn oraz Timon i Pumba. Premierę miał w tym bloku serial 101 dalmatyńczyków, który emitowano w ramach programu Disney’s One Saturday Morning stacji ABC (który emitował własny pakiet odcinków). Powtórki programów Potężnych Kaczorów i Kaczej paczki dzieliły drugie miejsce w poniedziałki, wtorki i środy do piątku. Powtórki Kaczych opowieści wypełniły trzeci półgodzinny slot, dając lokalnej stacji możliwość emisji w innym czasie.
W 1998 roku Disney zawarł umowę na stworzenie nowego bloku dziecięcego dla UPN, Disney’s One Too, który miał zastąpić wewnętrzny blok UPN Kids tejże sieci. Disney-Kellogg Alliance działał do debiutu Disney’s One Too 6 września 1999 roku.

## Seriale
Na przestrzeni lat w bloku odbywały się następujące pokazy:
| Programy                              | Emisja    | Inne stacje         |
| ------------------------------------- | --------- | ------------------- |
| Gumisie                               | 1990–91   | NBC                 |
| Kacze opowieści                       | 1990–92   | –                   |
| Chip i Dale: Brygada RR               | 1990–93   | Disney Channel      |
| Super Baloo                           | 1990–94   | Disney Channel      |
| Agent Kuper                           | 1991–97   | Disney Channel; ABC |
| Goofy i inni                          | 1992–96   | Disney Channel; ABC |
| Szmergiel                             | 1993–96   | Disney Channel      |
| Aladyn                                | 1994–97   | Disney Channel; CBS |
| Gargoyles                             | 1994–97   | ABC                 |
| Shnookums and Meat Funny Cartoon Show | 1995      | –                   |
| Timon i Pumba                         | 1995–97   | CBS; Toon Disney    |
| Kacza paczka                          | 1996–97   | –                   |
| Potężne Kaczory                       | 1996–97   | ABC                 |
| 101 dalmatyńczyków                    | 1997–1998 | ABC                 |

### Harmonogram emisji
| Sezony    | 15:00                   | 15:30                                  | 16:00                          | 16:30                       |
| --------- | ----------------------- | -------------------------------------- | ------------------------------ | --------------------------- |
| 1990/1991 | Gumisie                 | Kacze opowieści                        | Chip i Dale: Brygada RR        | Super Baloo                 |
| 1991/1992 | Kacze opowieści         | Chip i Dale: Brygada RR                | Super Baloo                    | Agent Kuper                 |
| 1992/1993 | Chip i Dale: Brygada RR | Super Baloo                            | Agent Kuper                    | Goofy i inni                |
| 1993/1994 | Super Baloo             | Agent Kuper                            | Goofy i inni                   | Szmiergiel                  |
| 1994/1995 | Agent Kuper             | Goofy i inni                           | Szmergiel                      | Aladyn                      |
| 1994/1995 | Agent Kuper             | Goofy i inni                           | poniedziałek: Shnookums & Meat | Aladyn                      |
| 1994/1995 | Agent Kuper             | Goofy i inni                           | piątek: Gargoyles              | Aladyn                      |
| 1995/1996 | Goofy i inni            | Szmergiel                              | Aladyn                         | Gargoyles                   |
| 1995/1996 | Goofy i inni            | Szmergiel                              | Aladyn                         | piątek: Timon i Pumba       |
| 1996/1997 | Agent Kuper             | Gargoyles                              | Aladyn                         | Kacza paczka                |
| 1996/1997 | Agent Kuper             | Gargoyles                              | Aladyn                         | poniedziałek: Timon i Pumba |
| 1996/1997 | Agent Kuper             | Gargoyles                              | Aladyn                         | piątek: Potężne Kaczory     |
| 1997/1998 | Kacze opowieści         | Kacza paczka                           | 101 dalmatyńczyków             | –                           |
| 1997/1998 | Kacze opowieści         | poniedziałek i piątek: Potężne Kaczory | 101 dalmatyńczyków             | –                           |
| 1998/1999 | 101 dalmatyńczyków      | Doug Zabawny                           | Herkules                       | –                           |

## Inne utwory

### Komiksy
Na podstawie bloku powstał komiksy, a także powstał magazyn Disney Adventures.

### Parki rozrywki
Postacie z programów pojawiły się po raz pierwszy w Disneylandach wraz z debiutem Mickey’s Birthdayland w parku tematycznym Magic Kingdom. W 1990 roku bohaterowie otrzymali codzienny pokaz sceniczny „Mickey’s Magical TV World”, który trwał do 1996 roku.
Popularność The Disney Afternoon doprowadziła do powstania tymczasowej atrakcji w Disneylandzie w strefie tematycznej Fantasyland, która nazywała się „Disney Afternoon Avenue”. Disney Afternoon Avenue była atrakcją Disneylandu od 15 marca do 10 listopada 1991 roku. Dwie atrakcje zostały również przerobione na pasujące do serii z bloku.

### Gry komputerowe
Wiele programów The Disney Afternoon zostało zaadaptowanych na gry wideo:
| Tytuł                                                          | Producent                               | Wydawda                       | Regiony    | Data wydania         | Liczba graczy | porty                                                                 |
| -------------------------------------------------------------- | --------------------------------------- | ----------------------------- | ---------- | -------------------- | ------------- | --------------------------------------------------------------------- |
| DuckTales                                                      | Capcom                                  | Capcom                        | JP, NA, EU | 14 września 1989     | 1             | NES, Game Boy                                                         |
| Chip ’n Dale Rescue Rangers                                    | Capcom                                  | Capcom                        | JP, NA, EU | 8 czerwca 1990       | 2             | NES                                                                   |
| Chip ’n Dale Rescue Rangers                                    | Tiger Electronics                       | Tiger Electronics             | NA         | 1990                 | 1             | przenośna gra elektroniczna                                           |
| DuckTales: The Quest for Gold                                  | Incredible Technologies, Sierra On-Line | Walt Disney Computer Software | NA         | 31 grudnia 1990      | 1             | Amiga, Apple II, C64, MS-DOS, Windows, Mac OS 8                       |
| DuckTales                                                      | Tiger Electronics                       | Tiger Electronics             | NA         | 1990                 | 1             | przenośna gra elektroniczna                                           |
| Chip ’n Dale Rescue Rangers: The Adventures in Nimnul's Castle | Hi Tech Expressions                     | Walt Disney Computer Software | NA         | 1 marca 1990         | 1             | IBM PC                                                                |
| TaleSpin                                                       | Tiger Electronics                       | Tiger Electronics             | NA         | 1990                 | 1             | przenośna gra elektroniczna                                           |
| TaleSpin                                                       | Capcom                                  | Capcom                        | NA, EU     | grudzień 1991        | 1             | NES, Game Boy                                                         |
| TaleSpin                                                       | NEC Corporation                         | NEC Corporation               | NA, EU     | 1991                 | 1             | TurboGrafx-16                                                         |
| TaleSpin                                                       | Sega                                    | Sega                          | NA, EU     | 1992                 | 1             | Sega Mega Drive, Game Gear                                            |
| Darkwing Duck                                                  | Capcom                                  | Capcom                        | NA, EU     | czerwiec 1992        | 1             | NES, Game Boy                                                         |
| Darkwing Duck                                                  | Turbo Technologies                      | Turbo Technologies            | NA         | 1992                 | 1             | TG16                                                                  |
| Darkwing Duck                                                  | Tiger Electronics                       | Tiger Electronics             | NA         | 1992                 | 1             | przenośna gra elektroniczna                                           |
| DuckTales 2                                                    | Capcom                                  | Capcom                        | JP, NA, EU | 23 kwietnia 1993     | 1             | NES, Game Boy                                                         |
| Goof Troop                                                     | Capcom                                  | Capcom                        | JP, NA, EU | 11 lipca 1993        | 2             | SNES                                                                  |
| Goof Troop                                                     | Tiger Electronics                       | Tiger Electronics             | NA         | 1993                 | 1             | przenośna gra elektroniczna                                           |
| Chip ’n Dale Rescue Rangers 2                                  | Capcom                                  | Capcom                        | JP, NA, EU | 1993                 | 2             | NES                                                                   |
| Bonkers                                                        | Capcom                                  | Capcom                        | JP, NA, EU | 15 grudnia 1994      | 1             | SNES                                                                  |
| Bonkers                                                        | Sega                                    | Sega                          | NA, EU     | 1 października 1994  | 1             | Sega Mega Drive                                                       |
| Bonkers: Wax Up!                                               | Sega                                    | Sega                          | BR         | 4 lutego 1995        | 1             | Game Gear, Sega Master System                                         |
| Gargoyles                                                      | Buena Vista Interactive                 | Disney Interactive            | NA         | 15 maja 1995         | 1             | Sega Mega Drive                                                       |
| Gargoyles                                                      | Tiger Electronics                       | Tiger Electronics             | NA         | 1995                 | 1             | przenośna gra elektroniczna                                           |
| Mighty Ducks                                                   | Tiger Electronics                       | Tiger Electronics             | NA         | 1996                 | 1             | przenośna gra elektroniczna                                           |
| Mighty Ducks Pinball Slam                                      | Walt Disney Company                     | Walt Disney Company           | NA         | 1998                 | 1             | automat do gry                                                        |
| Chip ’n Dale Rescue Rangers                                    | Dinamic Pixels                          | Dinamic Pixels                | NA         | 2010                 | 1             | telefon komórkowy                                                     |
| Darkwing Duck                                                  | Iricom                                  | Iricom                        | NA         | 2010                 | 1             | telefon komórkowy                                                     |
| DuckTales: Scrooge’s Loot                                      | Disney Mobile                           | Disney Interactive            | NA         | 26 lipca 2013        | 1             | iOS, Android                                                          |
| DuckTales: Remastered                                          | Capcom, WayForward Technologies         | Capcom, Disney Interactive    | JP, NA, EU | 13 sierpnia 2013     | 1             | Wii U, PlayStation 3, Xbox 360, Windows, iOS, Android                 |
| The Disney Afternoon Collection                                | Capcom, Digital Eclipse                 | Capcom                        | NA, EU     | 18 kwietnia 2017     | 2             | PS4, Xbox One, Windows                                                |
| Gargoyles Remastered                                           | Empty Clip Studios                      | Disney Games                  | NA, EU     | 19 października 2023 | 1             | PS4, Xbox One, Windows, Xbox Series X, Xbox Series S, Nintendo Switch |